# Сон Ки Джон
Сон Ги Джон (кор. 손기정) — корейский легкоатлет, олимпийский чемпион 1936 года в марафоне. Так как в те годы Корея была колонией Японии, он выступал за сборную Японии под именем Сон Китэй (яп. 孫 基禎).
Родился 29 августа 1912 в городе Синыйджу провинции Пхёнан-Пукто.
В 1940 году окончил университет Мэйдзи. 3 ноября 1935 года на марафоне в Токио установил мировой рекорд — 2:26,42. В 1933 и 1934 годах становился победителем марафона в Сеуле.
На открытии олимпийских игр в Сеуле нёс олимпийский факел.
Сон написал автобиографию под названием «Моя родина и марафон» (кор. 나의조국과 마라톤).
Он был удостоен степени Морана корейского ордена за гражданские заслуги.
Умер 15 ноября 2002 года от пневмонии.